# Salacia leucoclada
Salacia leucoclada är en benvedsväxtart som beskrevs av Henry Nicholas Ridley. Salacia leucoclada ingår i släktet Salacia och familjen Celastraceae. Inga underarter finns listade.